# 美国建筑师学会金奖

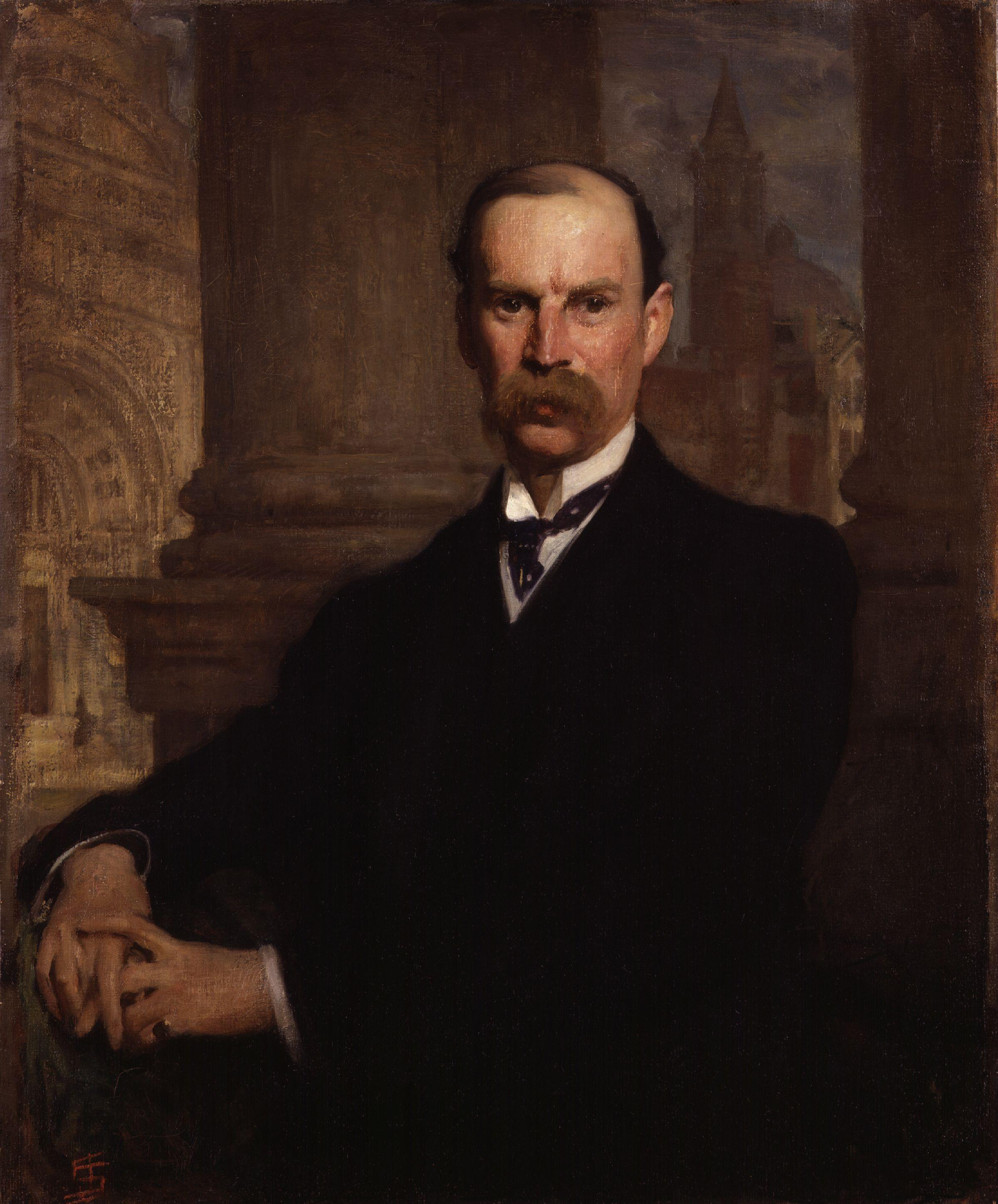
英国建筑师亞士東·偉柏爵士是美国建筑师学会金奖的首位得主

美国建筑师学会金奖（英語：AIA Gold Medal）是由美国建筑师学会颁发，以表彰“由美国建筑师学会董事会认可的，对建筑理论和实践产生持久影响的重要工作”。
美国建筑师学会金奖是学会的最高荣誉。美国建筑师学会金奖首次颁发于1907年，自1947年起，该奖项改为一年一次颁发。

## 获奖者
- 2019年： 理查德·罗杰斯
- 2018年： James Stewart Polshek[1]
- 2017年： Paul Revere Williams（追授）
- 2016年： 罗伯特·文丘里、丹尼丝·斯考特·布朗
- 2015年： 摩西·萨夫迪
- 2014年： 朱莉亚·摩根（英语：Julia Morgan）（追授）
- 2013年： 汤姆·梅恩
- 2012年： 斯蒂文·霍尔
- 2011年： 槙文彦
- 2010年： Peter Bohlin[2]
- 2009年： 格伦·马库特
- 2008年： 伦佐·皮亚诺
- 2007年： Edward Larrabee Barnes（追授）
- 2006年： 安托内·普雷多克（英语：Antoine Predock）
- 2005年： 圣地亚哥·卡拉特拉瓦
- 2004年： 塞缪尔·莫克比（英语：Samuel Mockbee）（追授）
- 2003年：没有授奖
- 2002年：安藤忠雄
- 2001年： 麥可·葛瑞夫
- 2000年： Ricardo Legorreta
- 1999年： 法蘭克·蓋瑞
- 1998年：没有授奖
- 1997年： 理查德·迈耶
- 1996年：没有授奖
- 1995年： 西萨·佩里
- 1994年： 诺曼·福斯特
- 1993年： 托马斯·杰斐逊（追授）
- 1993年： 凯文·洛奇
- 1992年： 本杰明·C·汤普森（英语：Benjamin C. Thompson）
- 1991年： 查尔斯·摩尔
- 1990年： E. Fay Jones
- 1989年： Joseph Esherick
- 1988年：没有授奖
- 1987年：没有授奖
- 1986年： 阿瑟·埃里克森
- 1985年： William Wayne Caudill（追授）
- 1984年：没有授奖
- 1983年： Nathaniel Alexander Owings
- 1982年： Romaldo Giurgola
- 1981年： Josep Lluís Sert
- 1980年：没有授奖
- 1979年： 贝聿铭
- 1978年： 菲力普·強生
- 1977年： 理查德·诺伊特拉（追授）
- 1976年：没有授奖
- 1975年：没有授奖
- 1974年：没有授奖
- 1973年：没有授奖
- 1972年： Pietro Belluschi
- 1971年： 路易·卡恩
- 1970年： 巴克敏斯特·富勒
- 1969年： William Wilson Wurster
- 1968年： 马塞尔·布劳耶
- 1967年： Wallace Kirkman Harrison
- 1966年： 丹下健三
- 1965年：没有授奖
- 1964年： Pier Luigi Nervi
- 1964年： Balthazar Korab
- 1963年： 阿尔瓦尔·阿尔托
- 1962年： 埃罗·沙里宁（追授）
- 1961年： 勒·柯布西耶
- 1960年： 路德维希·密斯·凡德罗
- 1959年： 沃尔特·格罗佩斯
- 1958年： John Wellborn Root（追授）
- 1957年： Ralph Walker (Awarded as the Centennial Medal of Honor)
- 1957年： 路易斯·斯基德莫尔（英语：Louis Skidmore）
- 1956年： Clarence S. Stein
- 1955年： William Marinus Dudok
- 1954年：没有授奖
- 1953年： William Adams Delano
- 1952年： 奥古斯特·佩雷
- 1951年： Bernard Ralph Maybeck
- 1950年： 帕特里克·阿伯克龙比
- 1949年： 弗蘭克·勞埃德·賴特
- 1948年： Charles Donagh Maginnis
- 1947年： 埃列尔·萨里宁
- 1944年： 路易斯·沙利文（追授）
- 1938年： Paul Philippe Cret
- 1933年： Ragnar Östberg
- 1929年： Milton Bennett Medary
- 1927年： Howard Van Doren Shaw
- 1925年： 埃德温·鲁琴斯
- 1925年： Bertram Grosvenor Goodhue
- 1923年： 亨利·培根
- 1922年： 维克多·拉卢
- 1920年： Egerton Swartwout
- 1914年： Jean-Louis Pascal
- 1911年： George Browne Post
- 1909年： Charles Follen McKim（追授）
- 1907年： 亞士東·偉柏